# Acy
Acy ist eine französische Gemeinde mit 1.013 Einwohnern (Stand: 1. Januar 2022) im Département Aisne in der Region Hauts-de-France (vor 2016: Picardie). Sie gehört zum Arrondissement Soissons und zum Kanton Soissons-2. Die Einwohner werden Acéens genannt.

## Geographie
Die Gemeinde Acy liegt etwa sieben Kilometer westsüdwestlich des Stadtzentrums von Soissons. Die Aisne begrenzt die Gemeinde im Norden. Am Nordrand der Gemeinde führt die Route nationale 31 entlang. Umgeben ist Acy von den Nachbargemeinden Bucy-le-Long im Nordwesten und Norden, Missy-sur-Aisne und Sermoise im Nordosten, Ciry-Salsogne im Nordosten und Osten, Serches im Osten und Südosten, Chacrise und Ambrief im Süden, Buzancy im Südwesten, Billy-sur-Aisne im Westen sowie Venizel im Nordwesten. Die Gemeinde besteht aus den Ortschaften Acy-le-Bas und Acy-le-Haut sowie Jury, L’Aube, La Croutelle und Le Transbordeur.

## Bevölkerungsentwicklung
| Jahr                       | 1962 | 1968 | 1975 | 1982 | 1990 | 1999 | 2011 | 2021 |
| Einwohner                  | 962  | 924  | 922  | 992  | 985  | 951  | 989  | 1016 |
| Quellen: Cassini und INSEE |      |      |      |      |      |      |      |      |

## Sehenswürdigkeiten
- Kirche Saint-Médard aus dem 12. Jahrhundert

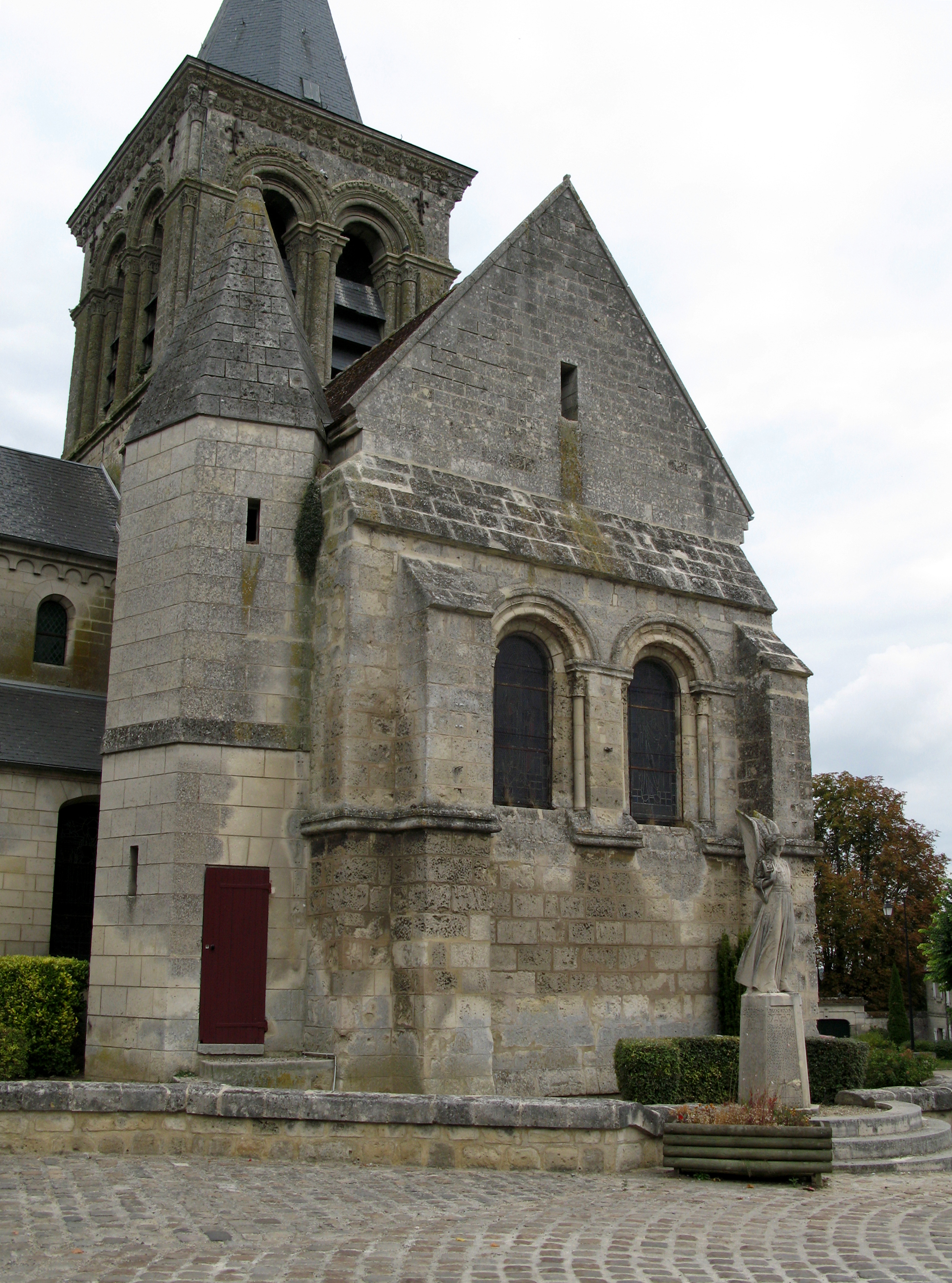
Kirche Saint-Médard
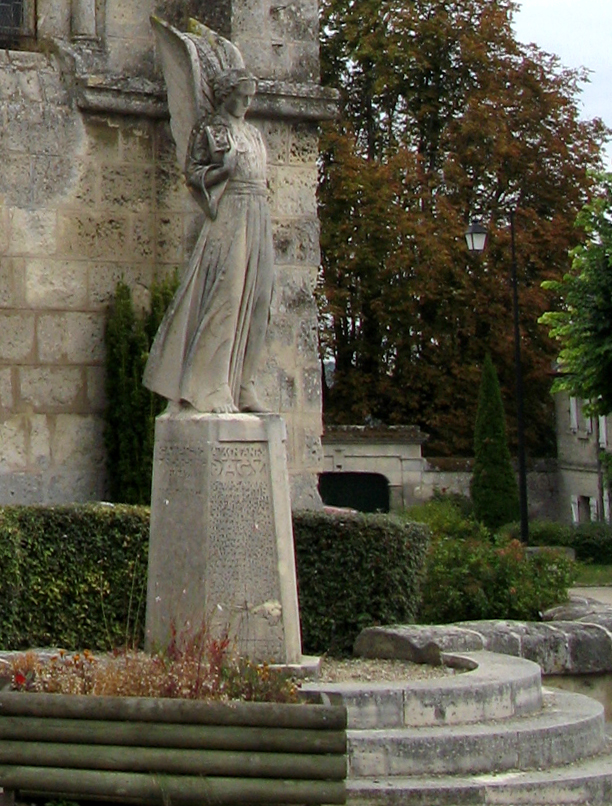
Gefallenendenkmal